# Teodosia Osir
Teodosia Osir, tên khác: Teddie Osir, là luật sư và giám đốc điều hành người Kenya. Bà là luật sư và trưởng bộ phận doanh nghiệp tại Kenya Airways, một hãng hàng không quốc tế có trụ sở tại Nairobi, là thủ đô và thành phố lớn nhất ở quốc gia Đông Phi này.

## Bối cảnh và giáo dục
Bà tốt nghiệp Đại học Luật Nairobi, nơi bà nhận bằng Cử nhân Luật. Bà cũng có bằng Cao học Luật, của Trường Luật Kenya. Sau đó, từ năm 1986 đến năm 1987, bà học tại Đại học West Indies, tại cơ sở của nó ở Cave Hill, Saint Michael, Barbados, nơi bà tốt nghiệp với bằng cao học về soạn thảo lập pháp. Năm 2007, bà lấy bằng Diploma về Quan hệ Nhân viên, của Đại học Quốc gia Singapore.

## Nghề nghiệp
Teodosia Osir là một luật sư chuyên nghiệp và là thành viên của Kenya Bar. Bà đã làm việc trong nhiều chức vụ khác nhau trong 20 năm, cả bên trong lẫn bên ngoài Kenya. Trong khoảng một năm, từ tháng 10 năm 2006 đến tháng 10 năm 2007, bà là phó giám đốc tại "David Lawrence và cộng sự", một công ty tuyển dụng doanh nghiệp cho các giám đốc điều hành C-Suite, có trụ sở tại Singapore.
Từ tháng 11 năm 2007 đến tháng 3 năm 2011, trong khoảng thời gian khoảng ba năm rưỡi, bà làm việc với tư cách là một chuyên gia hợp đồng cho Qatar Airways. Sau đó, bà đã được Kenya Airways làm Giám đốc Dịch vụ Pháp lý, bà đảm nhiệm chức vụ đó từ tháng 4 năm 2011 đến tháng 11 năm 2017. Ở vị trí này, trong hơn sáu năm, bà đã xử lý tất cả các giao dịch thương mại của công ty, bao gồm mua thiết bị và cho thuê.